# Titularbistum Cuicul
Cuicul ist ein Titularbistum der römisch-katholischen Kirche.
Es geht zurück auf den Bischofssitz der gleichnamigen antiken Stadt in der römischen Provinz Numidien in Nordafrika (jetzt Djémila in Algerien), der im 7. Jahrhundert mit der islamischen Expansion unterging.
| Titularbischöfe von Cuicul |                             |                                               |                   |                   |
| Nr.                        | Name                        | Amt                                           | von               | bis               |
| 1                          | Francis Doyle Gleeson SJ    | Apostolischer Vikar von Alaska (USA)          | 15. November 1968 | 15. Januar 1971   |
| 2                          | Gabriel Gonsum Ganaka       | Weihbischof in Jos (Nigeria)                  | 17. Mai 1973      | 5. Oktober 1974   |
| 3                          | Bernard Unabali             | Weihbischof in Bougainville (Papua-Neuguinea) | 1. Juni 2006      | 15. Dezember 2009 |
| 4                          | John Baptist Jung Shin-chul | Weihbischof in Incheon (Südkorea)             | 29. April 2010    | 10. November 2016 |
| 5                          | Alexis Aly Tagbino          | Weihbischof in Kankan (Guinea)                | 23. Dezember 2016 | 20. November 2021 |
| 6                          | Andrij Chimjak              | Weihbischof in Kiew (Ukraine)                 | 3. November 2022  |                   |